# 쿨리오
아티스 리언 아이비 주니어(Artis Leon Ivey Jr., 1963년 8월 1일 ~ 2022년 9월 28일)는 쿨리오(Coolio)라는 이름으로 잘 알려진 그래미상을 수상한 음악가이자 래퍼, 배우, 레코드 프로듀서이다. 그를 대표하는 노래 “Gangsta's Paradise”는 니켈로디언 쇼(Nickelodeon show)가 제작한 미국 틴에이지 시트콤 “케난 & 켈(Kenan & Kel)(1996~2000)”의 테마곡으로도 유명하다.

지난 9월 28일,그는 친구 집 화장실에서 숨진 채로 발견되었다.향년 59세,정확한 사인은 아직 모른다.많은 톱스타들이 그를 기리고 있다.

## 경력

### 시작
1987년 쿨리오는 "Watcha Gonna Do"와 "You're Gonna Miss Me" 두 싱글을 발매했다. 두 싱글은 대중적 반향을 일으키지 않았지만 로스앤젤레스 랩 신과 관계를 맺는 계기가 됐다. 1991년 쿨리오는 랩퍼 WC가 이끄는 그룹 WC 앤드 더 매드 서클(WC and the Madd Circle)에 투입돼 싱글 "Dress Code”가 수록된 그룹의 데뷔 앨범 Ain't a Damn Thang Changed에서 약간의 벌스 부분에 참여를 했다. 이 앨범은 지역적인 성공을 이뤘지만 미국 전체에 영향을 미치지 못했다.

### 토미 보이 레코드(Tommy Boy Records) 와 Fantastic Voyage
3년이 지난 1994년, 쿨리오는 토이 보이 레코드와 계약을 맺고 그의 데뷔 솔로 앨범 It Takes a Thief를 발매한다. 첫 번째 싱글 "Fantastic Voyage"는 MTV에서 수없이 전파를 탔고 빌보드 핫 100 차트에서 3위를 기록했다. "Fantastic Voyage"는 그 해 가장 큰 성공을 거둔 랩 싱글 중 하나가 됐다. 이 외에도 "County Line"과 "I Remember" 두 싱글도 약간의 주목을 받게 됐고 데뷔 앨범 It Takes a Thief는 빌보드 핫 200 차트에서 8위에 오르며 공인된 플래티넘 앨범이 됐다. 쿨리오의 데뷔 앨범은 갱스터 랩 특유의 폭력성과 비속어를 유머와 해학으로 다뤘다는 점에서 찬사를 받았다.

### Gangsta's Paradise
성공적인 데뷔로 쿨리오는 인기 있는 랩 스타가 됐다. 1995년 쿨리오는 영화 위험한 아이들(Dangerous Minds)을 위해 곡을 만들었다. 그 노래는 20년 전에 발매된 스티비 원더의 The Key of Life 앨범에 수록된 "Pastime Paradise"를 샘플링 하고 알엔비 싱어 L.V.가 피처링한 "Gangsta's Paradise"이었다. 랩 송 역사상 가장 성공적인 곡 중 하나인 "Gangsta's Paradise"는 3주 동안 빌보드 핫 100차트에서 1위에 머물렀고 1995년 빌보드 통합 넘버 원 싱글을 차지했다. "Gangsta's Paradise"는 미국뿐만 아니라 영국, 아일랜드, 프랑스, 독일, 이탈리아, 스웨덴, 오스트리아, 네덜란드, 노르웨이, 스위스, 호주, 뉴질랜드에서 모두 1위를 차지할 정도로 글로벌 히트를 했다. 패러디 아티스트 위어드 알 얀코빅(Weird Al Yankovic)은 "Gangsta's Paradise"를 패러디한 "Amish Paradise" 만들어 큰 인기를 얻었지만 쿨리오가 허락한 적이 없다고 주장하여 논쟁거리가 되기도 했다. 1996 그래미 어워드에서 쿨리오는 ”Gangsta's Paradise“로 베스트 랩 솔로 퍼포먼스를 수상했다.
원래 ”Gangsta's Paradise“는 쿨리오의 정규 앨범에 포함된 곡이 아니었다. 하지만 커다란 성공으로 인해 두 번째 정규 앨범 트랙에 수록된 것 뿐만 아니라 타이틀로도 지정됐다. 정규 앨범 Gangsta's Paradise는 1995년 발매됐고 미국 레코드 협회는 공식적으로 2백만 장의 판매고를 알렸다. 이 앨범은 다른 두 개의 히트곡인 "1, 2, 3, 4 (Sumpin' New)"와 쿨 & 더 갱(Kool & the Gang )의 멤버 J,T. 테일러(J.T. Taylor)가 참여한 "Too Hot"도 수록돼 있다. 더 이상 WC 앤드 더 매드 서클의 공식적인 멤버가 아니었지만 쿨리오는 WC 앤드 더 매드 서클의 두 번째 앨범 Curb Servin'의 "In a Twist"에 참여했다. 1996년 쿨리오는 영화 에디(Eddie)의 사운드 트랙 "It's All the Way Live (Now)"로 빌보드 40위를 기록했다. 또한 영화 스페이스 잼의 사운드 트랙 “Hit 'em High"에 비-리얼(B-Real), 메소드 맨(Method Man), LL 쿨 J(LL Cool J), 버스타 라임즈(Busta Rhymes)와 함께 참여했다.

### 레드 핫 오가니제이션(Red Hot Organization), 앨범 실패, 토미 보이 레코드에서 제외
1996년 쿨리오는 유명 힙합 아티스트인 비즈 마키(Biz Markie), 우탱 클랜(Wu-Tang Clan), 팻 조(Fat Jo)와 함께 레드 핫 오가니제이션의 콤필레이션 앨범에 참여를 했다. 그 앨범은 아프리카 계 미국 남자들의 에이즈 전염에 대한 인식을 제고하기 위해 만들어졌는데 잡지 소스 매거진에 의해 ‘마스터피스’로 인정받았다. 같은 해 그는 네 시즌 째 방영 중이던 네켈로 데온의 TV 시리즈 인 케난 & 켈의 테마송 녹음과 오프닝 신에 등장했다.
Gangsta's Paradise의 거대한 성공으로 쿨리오에게 후속 앨범을 만드는 것은 부담스러운 일이었다. 그의 세 번째 앨범 My Soul은 1996년 발매됐다. 메이저 히트곡인 "C U When U Get There"와 백만 장의 판매고에도 불구하고 세 번째 정규 앨범은 이전 두 앨범의 작품성과 성공에 도달하기에는 모자란 실패한 앨범으로 평가됐다. 이후 토미 보이 레코드에서 내쳐진 쿨리오는 2001년 Coolio.com, 2003년 El Cool Magnifico, 2006년 The Return of the Gangsta, 2008년 Steal Hear의 앨범을 발매했지만 빌보드 차트에 더는 오르지 못할 정도로 성공을 거두지 못했다. 2006년에 “"Gangsta Walk" (피쳐링 스눕 독)만이 UK 팝 차트에서 67위를 기록하는 작은 성공을 거뒀다.
힙합 듀오 인세인 클라운 파시(Insane Clown Posse)와 투어를 하는 동아 쿨리오는 인세인 클라운 파시의 팬들에 대한 경의로 “"Jugalo Cool”이란 문신을 새겼다. 주갈로(Juggalo)는 인세인 클라운 파시의 팬들을 지칭하는 이름으로 쿨리오는 철자가 틀린 것은 의도적이라고 말했다. 쿨리오는 주갈로 모임에서 공연을 한 적이 있었고 그 스스로 주갈로임을 칭했다.

## 사생활

### 가족
2009 시즌 영국의 텔레비전 쇼 셀러브리티 빅 브라더(Celebrity Big Brother)에서 쿨리오는 네 명의 다른 어머니 사이에 태어난 자신의 여섯 자녀들에 대해 말했다.

### 사회활동
2008년 7월 인바이런멘틀 저스티스 앤드 클라이머트 체인지(Environmental Justice and Climate Change)란 그룹의 주체로 쿨리오와 재즈 색소포니스트 Jarez(야레즈? 야즈?)는 히스토리컬리 블랙 콜리지 앤드 유니버시티(historically black colleges and universities) 학생들을 대상으로 지구 온난화에 대해 연설을 한다.
쿨리오는 애즈머 앤드 알러지 파운데이션 오프 아메리카(Asthma and Allergy Foundation of America)를 위해 찬조 연설을 한다. 그는 그와 그의 자녀들이 천식 환자이며, 어렸을 때 천식 합병증으로 종종 병원에 갔다고 말했다.
2012년 1월, 그는 푸드 네트워크(Food Network)의 리얼리티 시리즈인 레이첼 vs 가이: 셀러브리티 쿡 오프(Rachael vs. Guy: Celebrity Cook-Off)에 여덟 명의 참가자 중 한 명으로 뮤직 세이브즈 라이브즈(Music Saves Lives) 협회를 대표해 참여했다. 그는 루 다이아몬드 필립스(Lou Diamond Phillips)에 져 준우승에 머물렀고 준우승 상금 만 달러는 그의 자선활동을 위해 사용됐다.

## 디스코그래피
- It Takes a Thief (1994)
- Gangsta's Paradise (1995)
- My Soul (1997)
- Coolio.com (2001)
- El Cool Magnifico (2002)
- The Return of the Gangsta (2006)
- Steal Hear (2008)
- From the Bottom 2 the Top (2009)

## 필모그래피
쿨리오는 대부분 단역이나 카메오로 텔레비전과 영화에 무수히 등장했다.
- Sabrina The Teenage Witch (1996)
- 케나 앤드 켈(Kenan and Kel) (1996–2000) (오프닝 크래딧에서 등장하며 테마송을 불렀다.)
- Batman & Robin (1997)
- An Alan Smithee Film: Burn Hollywood Burn (1997)
- Muppets Tonight (1997)
- The Nanny – The TV Series Episode: Homie Work (1998)
- On the Line (1998)
- Bad Trip (1999)
- Malcolm & Eddie Season 3 'Daddio' (1999)
- Early Edition Season 3 'Number one with a bullet' (1999)
- Leprechaun: In The Hood (2000)
- Submerged (2000)
- Shriek If You Know What I Did Last Friday the Thirteenth (2000)
- The Convent (2000)
- China Strike Force (2000)
- Dope Case Pending (2000)
- Get Over It (2001)
- In Pursuit (2001)
- Static Shock (2002)
- Stealing Candy (2002)
- Move (2002)
- Daredevil (2003) (출연 씬이 삭제됐다가 2005년 디렉터 컷에 등장한다.)
- Tapped Out (2003)
- Charmed (2002)
- Pterodactyl (2003)
- Red Water (2003)
- A Wonderful Night in Split (2004)
- Dracula 3000 (2004)
- Ravedactyl: Project Evolution (2005); short film
- Gang Warz (2006)
- Grad Night (2006)
- Three Days to Vegas (2007)
- Futurama: Bender's Big Score, as Kwanzaa-bot
- I Am Somebody: No Chance in Hell (2008) (original title: Chinaman's Chance)
- Rachael vs. Guy: Celebrity Cook-Off (2012)
- Ghetto Hoes: Bitchez 'N The Hood 2 (2012)
- Gravity Falls As a wax-figure cameo

## 수상과 후보 지명
쿨리오의 1995년 노래 "Gangsta's Paradise"는 여러 차례 수상을 했다. 대표적으로 그레미 어워드에서 베스트 랩 솔로 퍼포먼스와 MTV 비디오 뮤직 어워드에서는 베스트 비디오 부문을 차지했다. 클리오는 1996년 아메리칸 뮤직 어워드에서 페이보릿 랩/힙합 아티스트를 수상하기도 했다. 1997년 그레미 어워드에서 쿨리오는 Gangsta's Paradise 앨범으로 베스트 랩 앨범, "1, 2, 3, 4 (Sumpin' New)"로 베스트 랩 솔로 퍼포먼스, "Stomp"으로 베스트 알앤비 보컬 퍼포먼스 바이 어 듀오 오얼 그룹(Best R&B Vocal Performance by a Duo or Group) 후보에 올랐다. 여태껏 쿨리오는 13번 후보에 올라 총 다섯 번 수상을 했다.

### 아메리칸 뮤직 어워드
쿨리오는 아메리칸 뮤직 어워드에서 두 개 부문에서 후보에 지명됐고 한 번 수상했다.
- 1996년 페이보릿 랩/힙합 아티스트 수상

### 그래미 어워드
쿨리오는 그레미 어워드에서 6개 부문 후보에 지명됐고 한 번 수상했다.
- 1996년 "Gangsta's Paradise"로 베스트 랩 솔로 퍼포먼스 수상

### MTV 비디오 뮤직 어워드
쿨리오는 MTV 비디오 뮤직 어워드에서 5개 부문 후보에 지명됐고 세 번 수상했다.
- 1996년 "Gangsta's Paradise"로 베스트 랩 비디오 수상
- 1996년 "Gangsta's Paradise"로 베스트 비디오 프름 어 필름 수상
- 1996년 "1, 2, 3, 4 (Sumpin' New)" 베스트 댄스 비디오 수상